# Amanda Sandrelli
Amanda Sandrelli, pseudônimo de Amanda Paoli (Lausanne, 31 de outubro de 1964), é uma atriz e diretora de cinema italiana nascida na Suíça.

## Biografia
Ela é filha do cantor e compositor italiano Gino Paoli e da atriz Stefania Sandrelli.
Em 1984, estreou no cinema no filme Attention, com a mãe Stefania Sandrelli, e apareceu em We have to cry, de Massimo Troisi e Roberto Benigni, com o bordão "tem que tentar, experimentar, experimentar". Em 1991, gravou junto com o pai a música "A Bela e a Fera", retirada do filme homônimo produzido pela Walt Disney Pictures. Alguns trechos da abertura da música do filme foram utilizados em 2013 pela música "La metà di niente", gravada por Nek. Mais de vinte anos depois de sua estreia no cinema, ela interpretou Christine Cristina, o primeiro filme de sua mãe como diretora, e a ficção Me and Mom .
No teatro, ela fez par com o ex-marido, o ator peruano Blas Roca-Rey. Como diretora, dirigiu o curta Un amore possibile (2004) e o documentário Piedi x Terra, produzido por Leone Crescenzi para o Shape Studio em 2007; o último conta sobre sua experiência com Mobwuto, a criança malawita adotada cerca de dez anos antes pela ActionAid Itália.

### Vida pessoal
Na década de 80, namorou o produtor Augusto Caminito.
Em 1994, casou-se com o ator peruano Blas Roca-Rey, com quem teve dois filhos, Rocco (1997) e Francisco (2004). Em setembro de 2013, ele anunciou a separação após 20 anos juntos.

## Filmografia

### Cinema
- Non ci resta che piangere, direção de Roberto Benigni, Massimo Troisi (1984)
- L'attenzione, dirigido por Giovanni Soldati (1984)
- La casa del buon ritorno, dirigido por Beppe Cino (1986)
- Sotto il ristorante cinese (1987)
- Strana la vita, de Giuseppe Bertolucci (1988)
- I giorni del commissario Ambrosio, direção de Sergio Corbucci (1988)
- Amori in corso (1989)
- Ficaremos felizes, direção de Gianfrancesco Lazotti (1989)
- Saremo felici, dirigido por Giacomo Battiato (1990)
- Sedem jednou ranou (1991)
- Donne sottotetto (1992)
- Cinecittà. . . Cinecittà (1992)
- Stefano Quantestorie (1993)
- 80m² (1993), episódio de Feliz aniversário, Gianmaria
- Dietro la pianura (1994)
- Bruno aspetta in macchina (1996)
- Nirvana (1997)
- Cinque giorni di tempesta (1997)
- Music First, Words Then (2000)
- Ricordati di me (2003)
- Christine Cristina (2009)
- Scossa (2011)
- Universitari - Molto più che amici, dirigido por Federico Moccia (2013)

### Televisão
- Investigatori d'Italia , dirigido por Paolo Poeti (1987) - série de TV
- Una lepre con la faccia di bambina (1989) - filme para TV
- Quattro piccole donne (1990) - minissérie de TV
- Il sassofono (1991) - filme para TV
- Il ricatto 2(1991) - minissérie de TV
- Bony (1992) - série de TV
- Milagros (Más allá del horizonte ) (1993) - telenovela argentina
- Morte di una strega (1995) - filme para TV
- Olimpo Lupo - Cronista di nera (1995) - filme para TV
- Positano (1996)
- Ci vediamo in tribunale (1996) - filme para TV
- Oscar per due (1998)
- Il compagno, dirigido por Citto Maselli - filme para TV (1999)
- Le madri (1999)
- Cuccioli (2002) - minissérie de TV
- Perlasca - Un eroe italiano (2002) - filme para TV
- Part Time (2004)
- Il vizio dell'amore (1 episódio, 2006)
- Mafalda di Savoia (2006) - minissérie de TV
- Il giudice Mastrangelo (9 episódios, 2005-2007)
- Io e mamma (6 episódios, 2007)

### Teatro
- Buona notte ai sognatori (1985-1986)
- Né in cielo, né in terra (1992)
- Né in cielo, né in terra (1993)
- Cinque (1994)
- La Chunga (1994)
- Gianni Ginetta e gli altri (1995)
- Xanax (2003)
- Bambinacci (2007)
- Non c'è tempo amore (2009)
- Oscar e la dama in rosa (2012)
- Tres (2013-2014)
- Oscar e la dama in rosa (com sua mãe Stefania Sandrelli) (2015)[3]
- Il piccolo principe (2016)
- Kubi (2017)
- Lucrezia Forever! (2020)

## Discografia

### Álbum
- 1995 - Cappuccino Bilbao - Gianni, Ginetta e gli altri (com Lina Wertmüller e Massimo Wertmüller)

### Músicas
- 1992 - "A Bela e a Fera" (com Gino Paoli)

## Prêmios e indicações
- 1990 - David di Donatello - indicação de melhor atriz coadjuvante pelo filme Amori in Corso
- 1990 - Ciak d'oro - melhor atriz coadjuvante pelo filme Amori in Corso[4]
- 1998 - Nastri d'Argento - indicação de Melhor Atriz Coadjuvante pelo filme Nirvana
- 2004 - David di Donatello - indicação de melhor curta-metragem pelo curta Un amore possibile

## Outros projetos
- Wikimedia Commons contém imagens e outros arquivos de Amanda Sandrelli